# Montjoie-le-Château
Pour les articles homonymes, voir Montjoi.

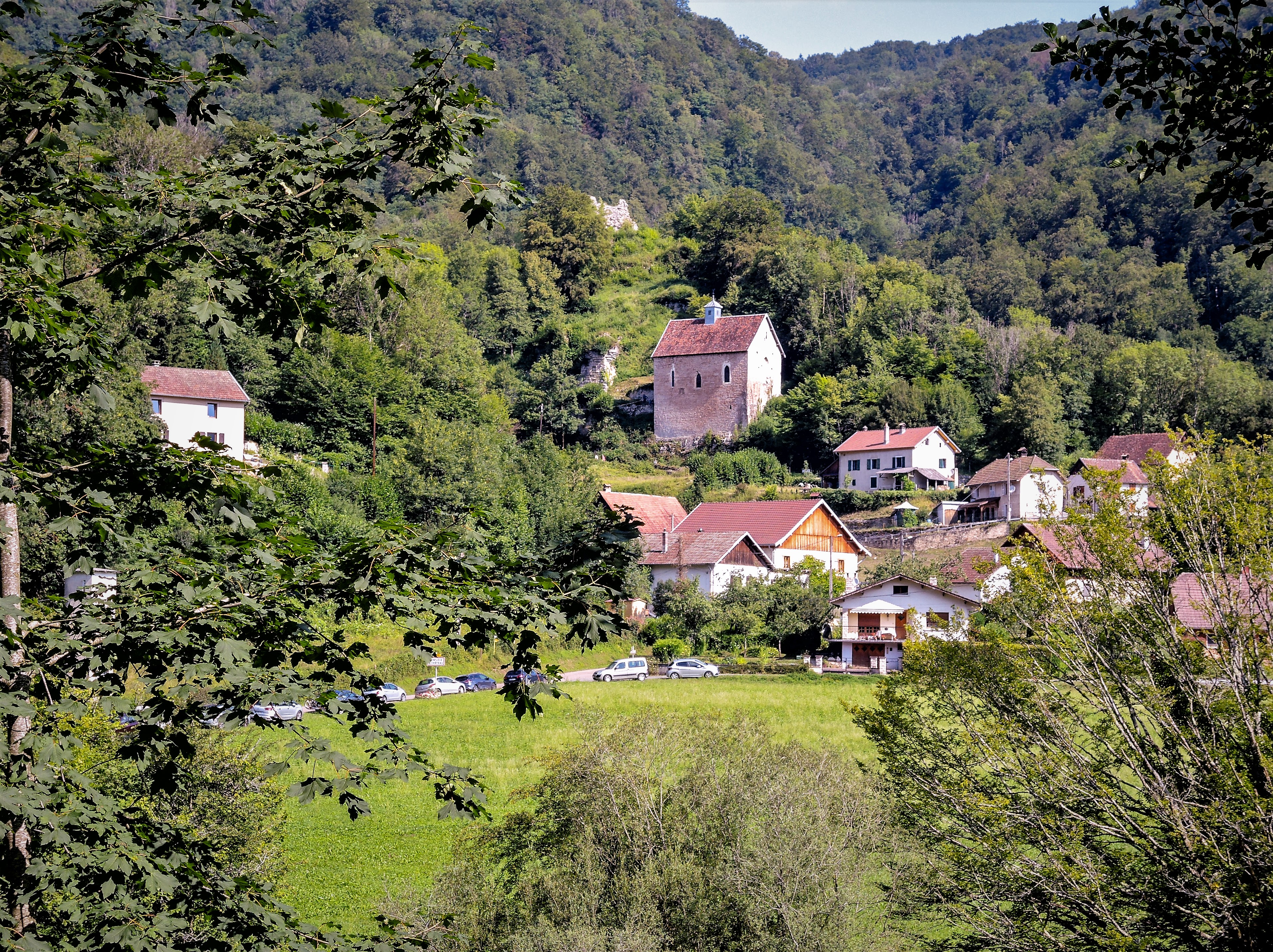
Montjoie-le-Château, vu de la route de Vaufrey

Montjoie-le-Château est une commune française située dans le département du Doubs, la région culturelle et historique de Franche-Comté et la région administrative Bourgogne-Franche-Comté.

## Géographie

### Toponymie
Monte Gyena en 1239 ; Læti mons en 1369 ; Montjoye-sur-Doub en 1377 ; Montjoye en 1398 ; Montjoie en 1790 ; Montjoie-le-Château depuis le 24 janvier 1922.
« Montjoie » serait un dérivé du germanique mundgawi (« protection du territoire ») qui aurait été mal traduit par le latin mons gaudii (« mont de la joie »). L'oïl montjoie est attesté au sens de « monticule servant d’observatoire, tas de pierre ou édicule pour indiquer le chemin ou pour garder un souvenir glorieux » et sa traduction en occitan montjòia prend le sens de « bloc de pierre servant de borne ou de limite ou consacrant un souvenir ».

### Climat
Pour des articles plus généraux, voir Climat de la Bourgogne-Franche-Comté et Climat du Doubs.
En 2010, le climat de la commune est de type climat de montagne, selon une étude du Centre national de la recherche scientifique s'appuyant sur une série de données couvrant la période 1971-2000. En 2020, Météo-France publie une typologie des climats de la France métropolitaine dans laquelle la commune est exposée à un climat de montagne ou de marges de montagne et est dans la région climatique  Jura, caractérisée par une forte pluviométrie en toutes saisons (1 000 à 1 500 mm/an), des hivers rigoureux et un ensoleillement médiocre. 
Pour la période 1971-2000, la température annuelle moyenne est de 9,5 °C, avec une amplitude thermique annuelle de 17,3 °C. Le cumul annuel moyen de précipitations est de 1 729 mm, avec 12,6 jours de précipitations en janvier et 10,7 jours en juillet. Pour la période 1991-2020, la température moyenne annuelle observée sur la station météorologique de Météo-France la plus proche, « Maiche », sur la commune de Maîche à 13 km à vol d'oiseau, est de 7,7 °C et le cumul annuel moyen de précipitations est de 1 433,0 mm. 
La température maximale relevée sur cette station est de 34,9 °C, atteinte le 25 juillet 2019 ; la température minimale est de −26,8 °C, atteinte le 1er mars 2005,,. 
Les paramètres climatiques de la commune ont été estimés pour le milieu du siècle (2041-2070) selon différents scénarios d'émission de gaz à effet de serre à partir des nouvelles projections climatiques de référence DRIAS-2020. Ils sont consultables sur un site dédié publié par Météo-France en novembre 2022.

## Urbanisme

### Typologie
Au 1er janvier 2024, Montjoie-le-Château est catégorisée commune rurale à habitat très dispersé, selon la nouvelle grille communale de densité à 7 niveaux définie par l'Insee en 2022.
Elle est située hors unité urbaine et hors attraction des villes,.

### Occupation des sols
L'occupation des sols de la commune, telle qu'elle ressort de la base de données européenne d’occupation biophysique des sols Corine Land Cover (CLC), est marquée par l'importance des forêts et milieux semi-naturels (69,6 % en 2018), en augmentation par rapport à 1990 (67,1 %). La répartition détaillée en 2018 est la suivante : 
forêts (69,6 %), zones agricoles hétérogènes (12,6 %), prairies (12 %), eaux continentales (5,8 %). L'évolution de l’occupation des sols de la commune et de ses infrastructures peut être observée sur les différentes représentations cartographiques du territoire : la carte de Cassini (XVIIIe siècle), la carte d'état-major (1820-1866) et les cartes ou photos aériennes de l'IGN pour la période actuelle (1950 à aujourd'hui).

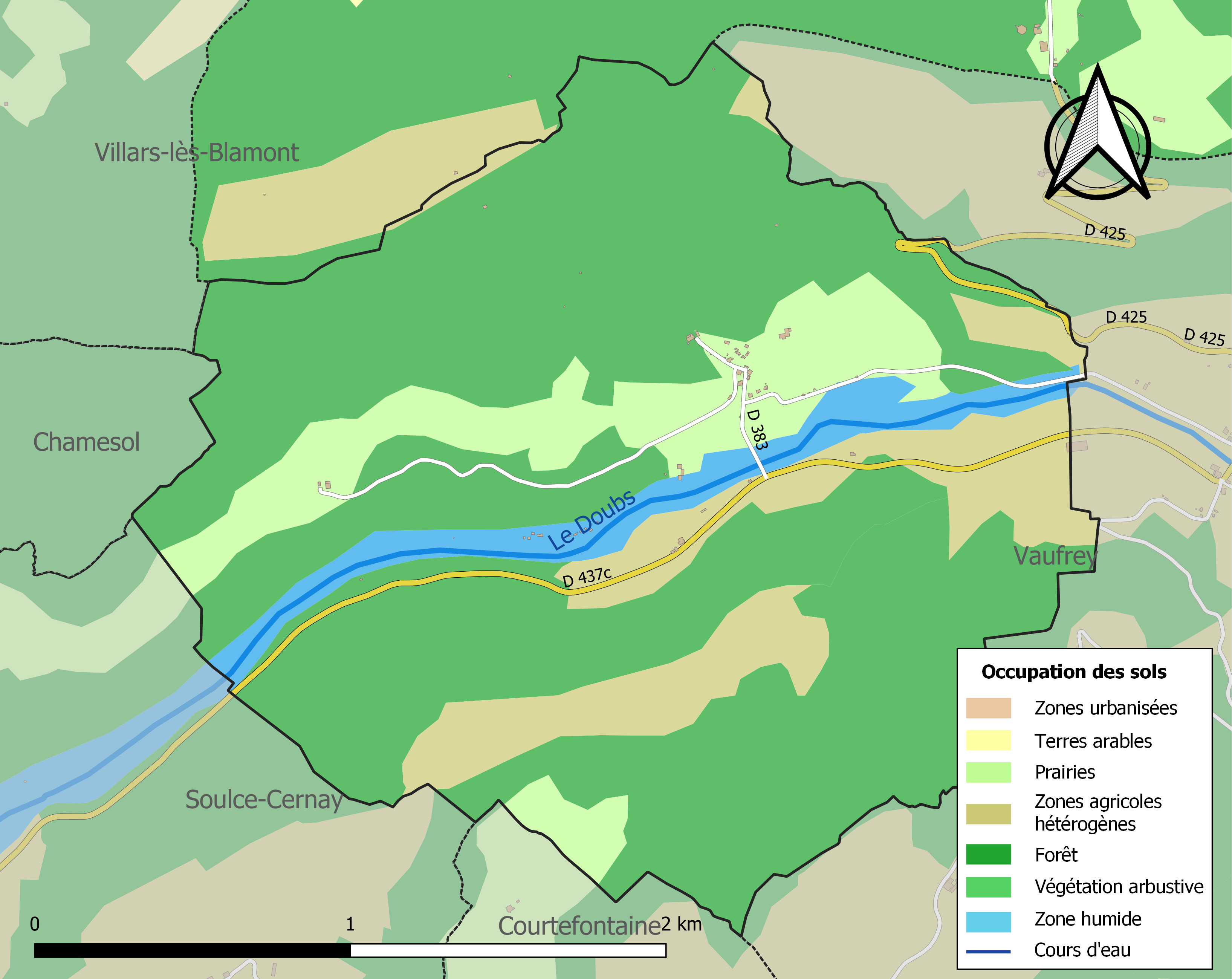
Carte des infrastructures et de l'occupation des sols de la commune en 2018 (CLC).

## Histoire
Siège d'une seigneurie puis baronnie créée par les seigneurs de Glère elle sera transmise aux barons de Thuillières par le mariage de la fille de Guillaume II de Glère-Montjoie avec Didier de Montreux. De cette union naitra Jeanne, dame de Montreux en Ferrette, qui va épouser Guillaume de Thuillières donnant ainsi naissance à la branche de Thuillières-Montjoie.

## Politique et administration

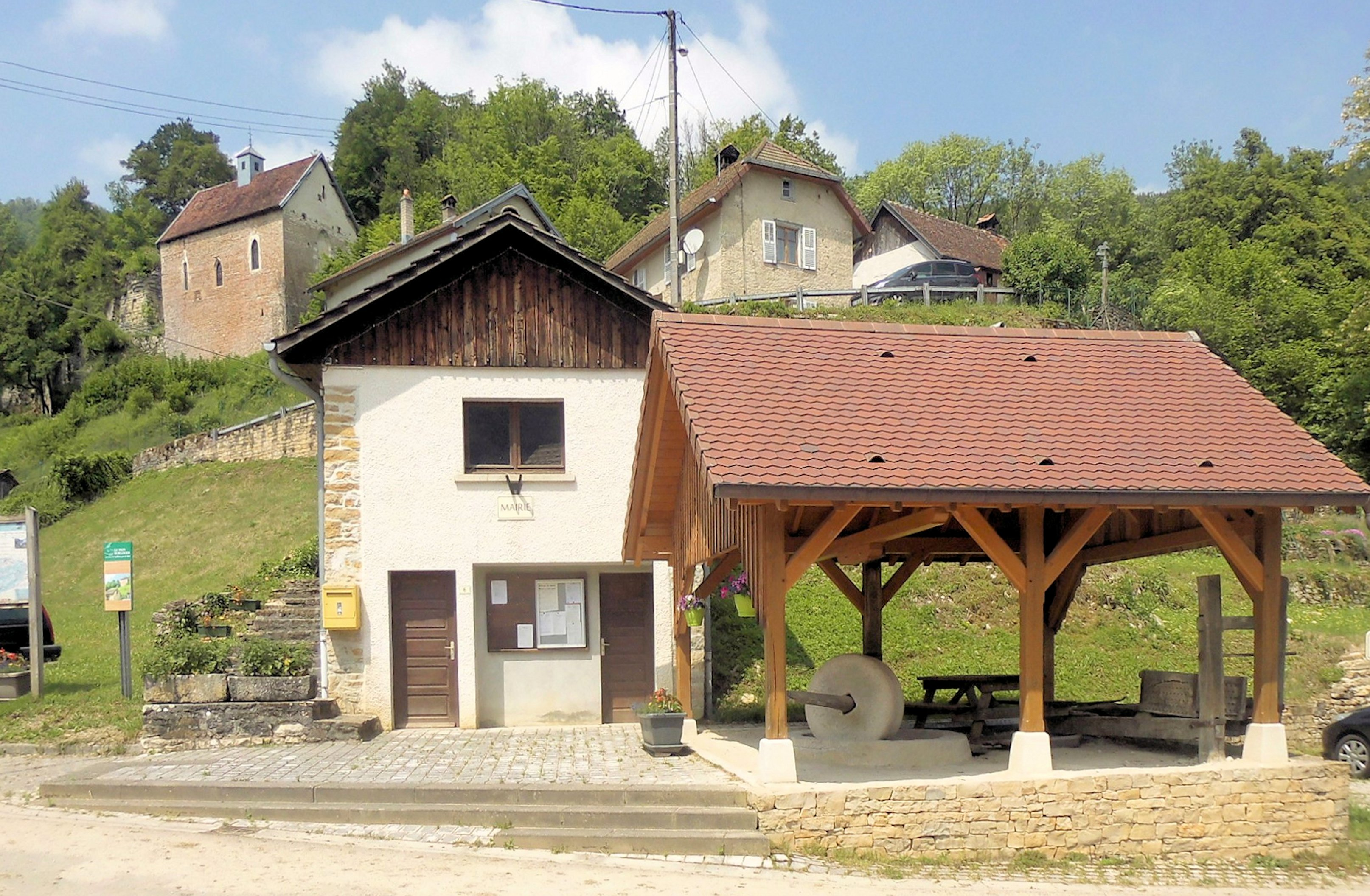
La mairie

| Période                                  | Période                   | Identité                                       | Étiquette | Qualité |
| ---------------------------------------- | ------------------------- | ---------------------------------------------- | --------- | ------- |
| avant 1981                               | ?                         | Arsène Moesch                                  |           |         |
| mars 2001                                | 2014                      | Joseph Klinguer                                |           |         |
| mars 2014                                | En cours (au 31 mai 2020) | Claude Martelet Réélu pour le mandat 2020-2026 | SE        | Ouvrier |
| Les données manquantes sont à compléter. |                           |                                                |           |         |

## Démographie
L'évolution du nombre d'habitants est connue à travers les recensements de la population effectués dans la commune depuis 1793. Pour les communes de moins de 10 000 habitants, une enquête de recensement portant sur toute la population est réalisée tous les cinq ans, les populations de référence des années intermédiaires étant quant à elles estimées par interpolation ou extrapolation. Pour la commune, le premier recensement exhaustif entrant dans le cadre du nouveau dispositif a été réalisé en 2006.

En 2022, la commune comptait 22 habitants, en évolution de −21,43 % par rapport à 2016 (Doubs : +1,88 %, France hors Mayotte : +2,11 %).
| 1793 | 1800 | 1806 | 1821 | 1831 | 1836 | 1841 | 1846 | 1851 |
| ---- | ---- | ---- | ---- | ---- | ---- | ---- | ---- | ---- |
| 107  | 108  | 106  | 90   | 131  | 158  | 166  | 165  | 160  |

| 1856 | 1861 | 1866 | 1872 | 1876 | 1881 | 1886 | 1891 | 1896 |
| ---- | ---- | ---- | ---- | ---- | ---- | ---- | ---- | ---- |
| 136  | 140  | 127  | 125  | 123  | 120  | 120  | 136  | 123  |

| 1901 | 1906 | 1911 | 1921 | 1926 | 1931 | 1936 | 1946 | 1954 |
| ---- | ---- | ---- | ---- | ---- | ---- | ---- | ---- | ---- |
| 89   | 83   | 90   | 50   | 61   | 43   | 34   | 34   | 30   |

| 1962 | 1968 | 1975 | 1982 | 1990 | 1999 | 2006 | 2011 | 2016 |
| ---- | ---- | ---- | ---- | ---- | ---- | ---- | ---- | ---- |
| 31   | 29   | 23   | 17   | 21   | 22   | 24   | 33   | 28   |

| 2021 | 2022 | - | - | - | - | - | - | - |
| ---- | ---- | - | - | - | - | - | - | - |
| 23   | 22   | - | - | - | - | - | - | - |

## Lieux et monuments
- L'ancien pressoir à cidre (la ribe) au centre du village.
- La chapelle Saint-Georges.
- Les vestiges du château.

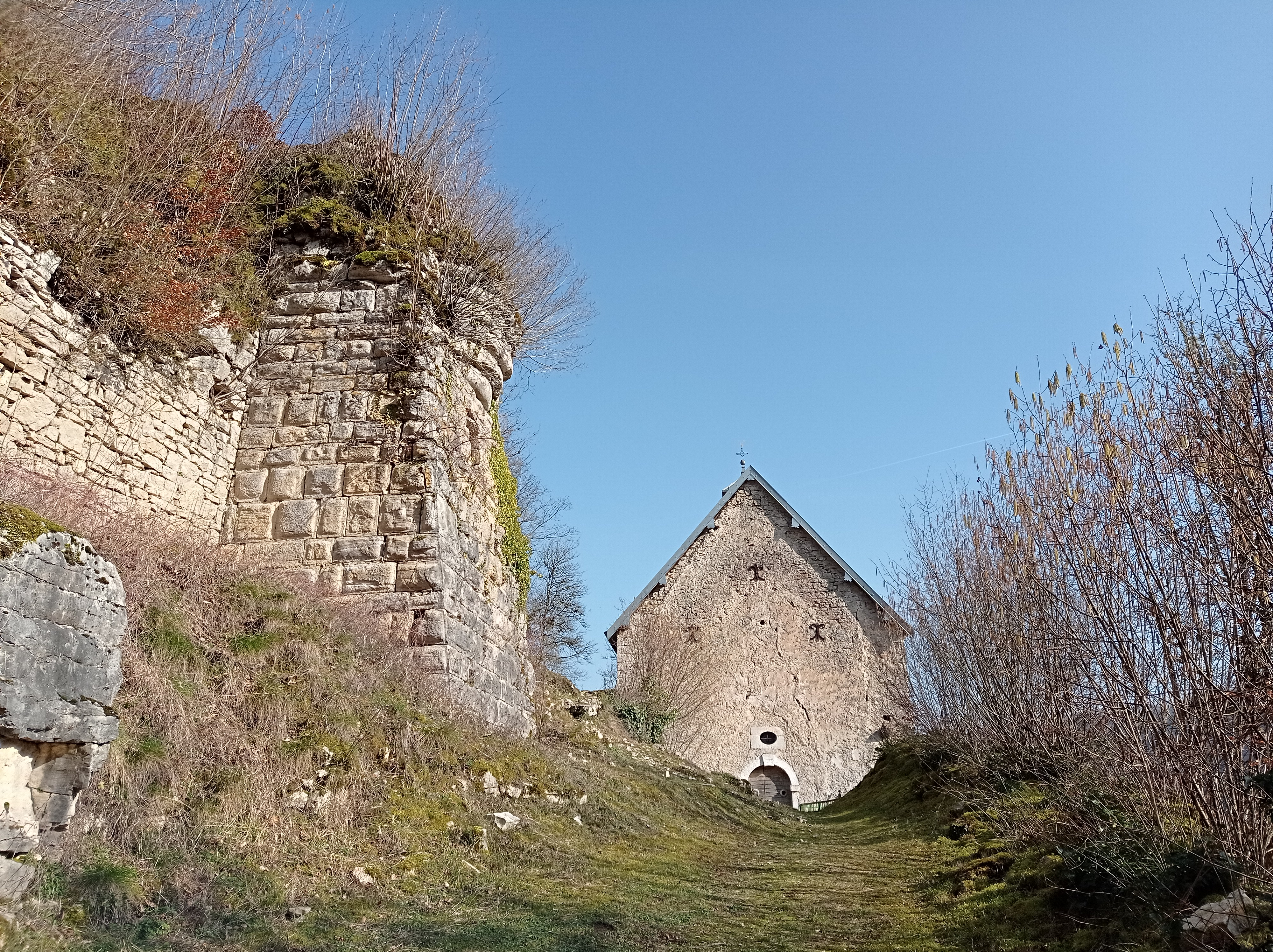
L'arrivée à la chapelle.
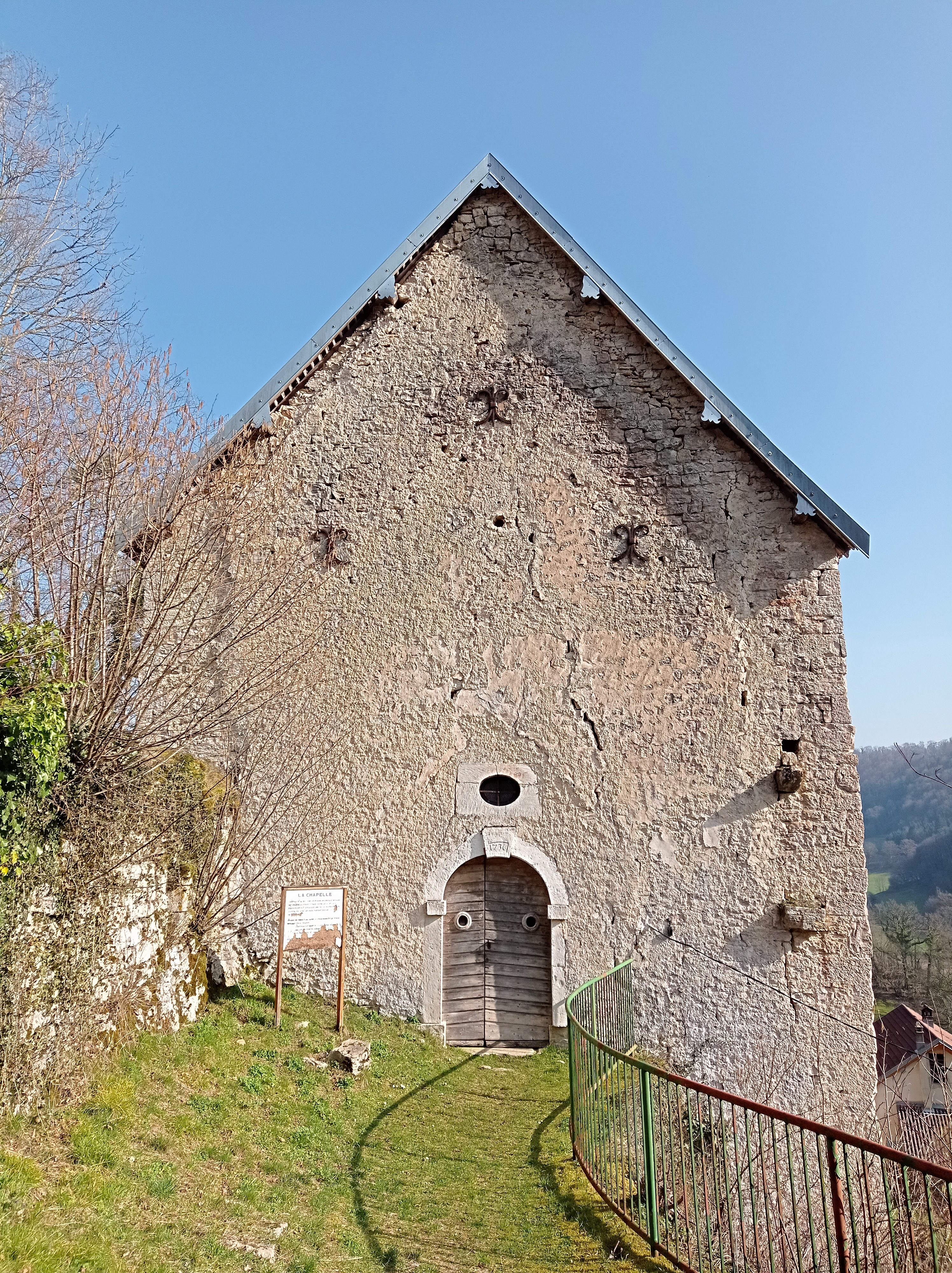
La chapelle.
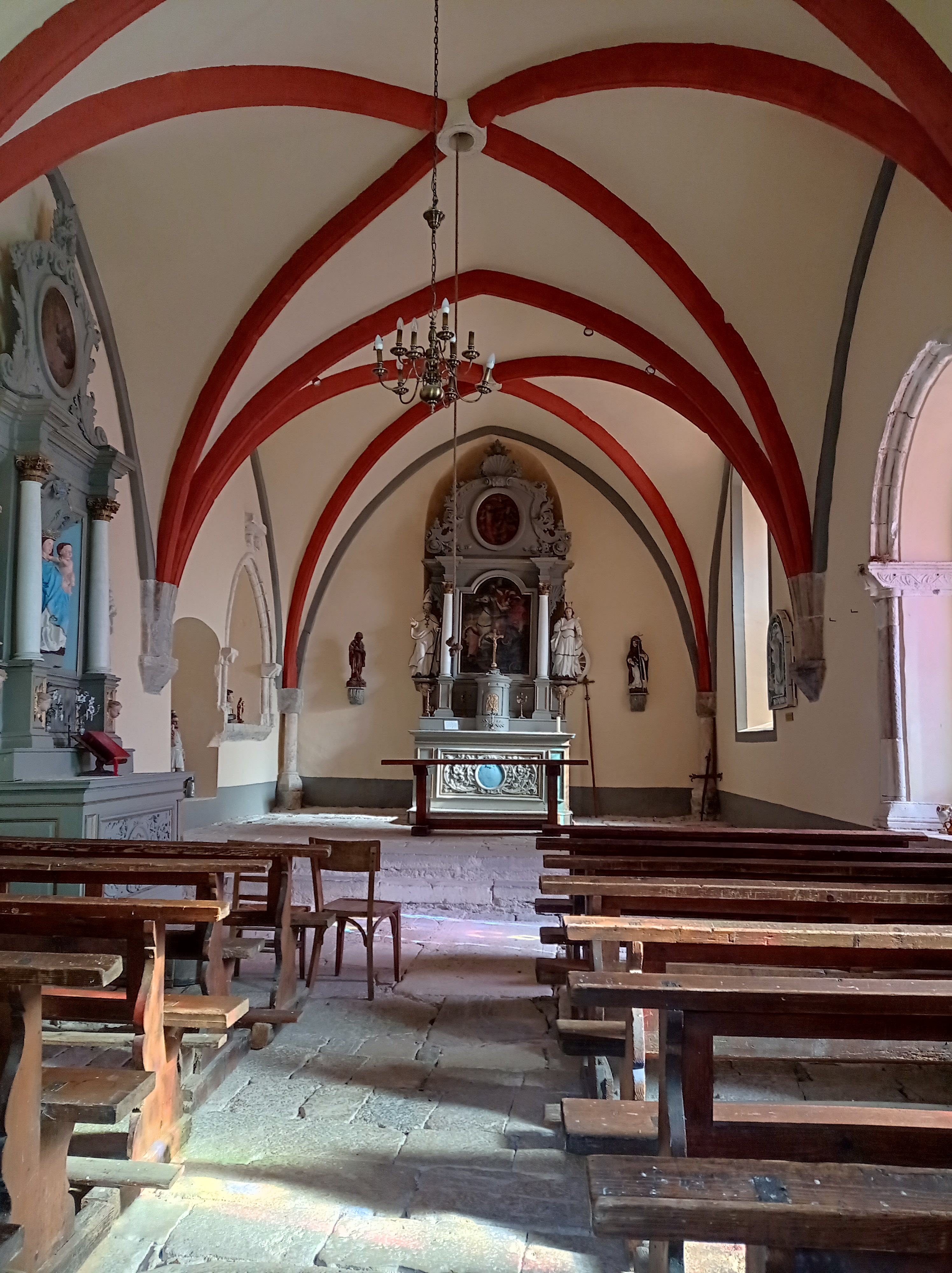
L'intérieur de la chapelle.

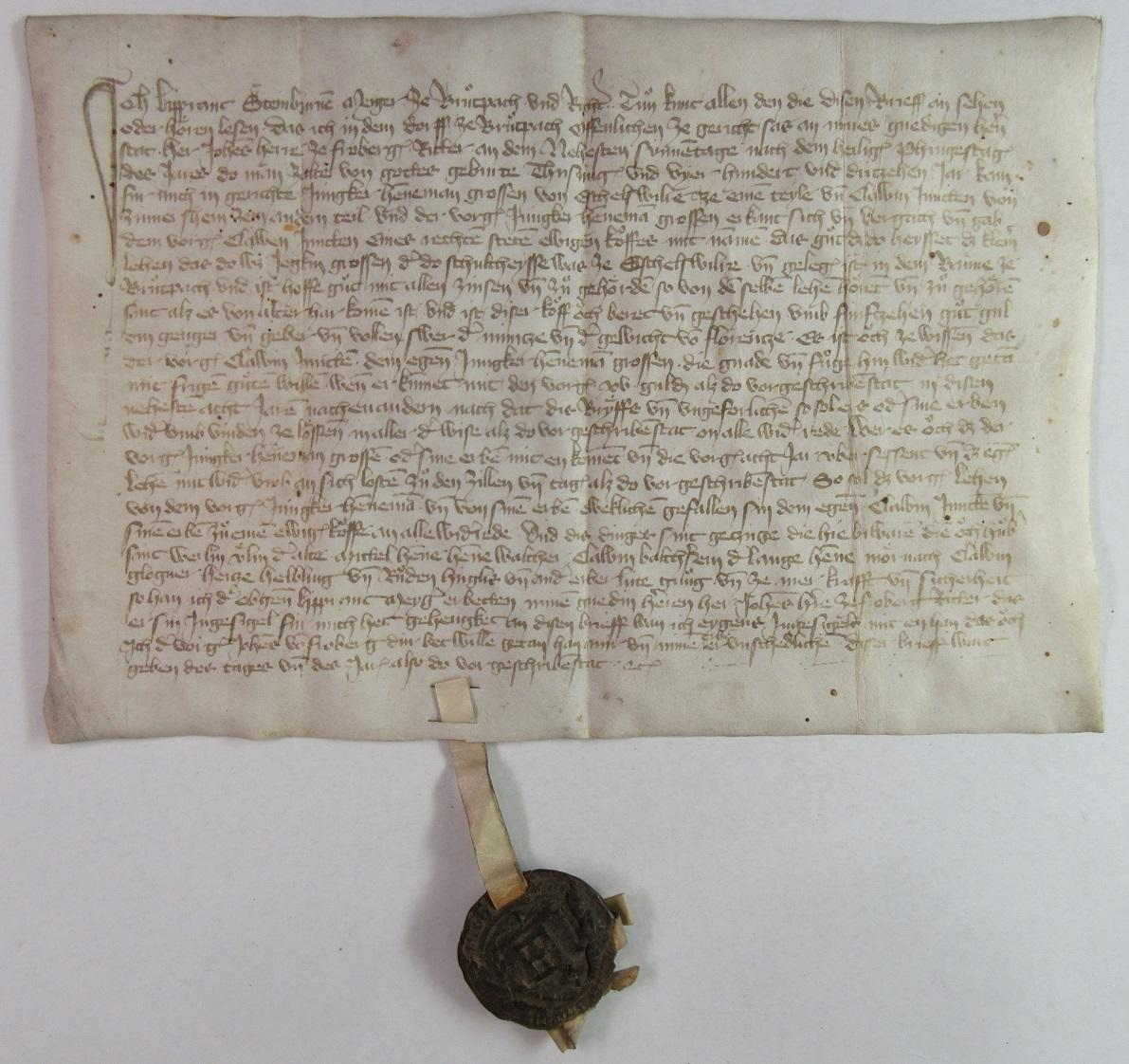
Parchemin de Jean de Montjoie

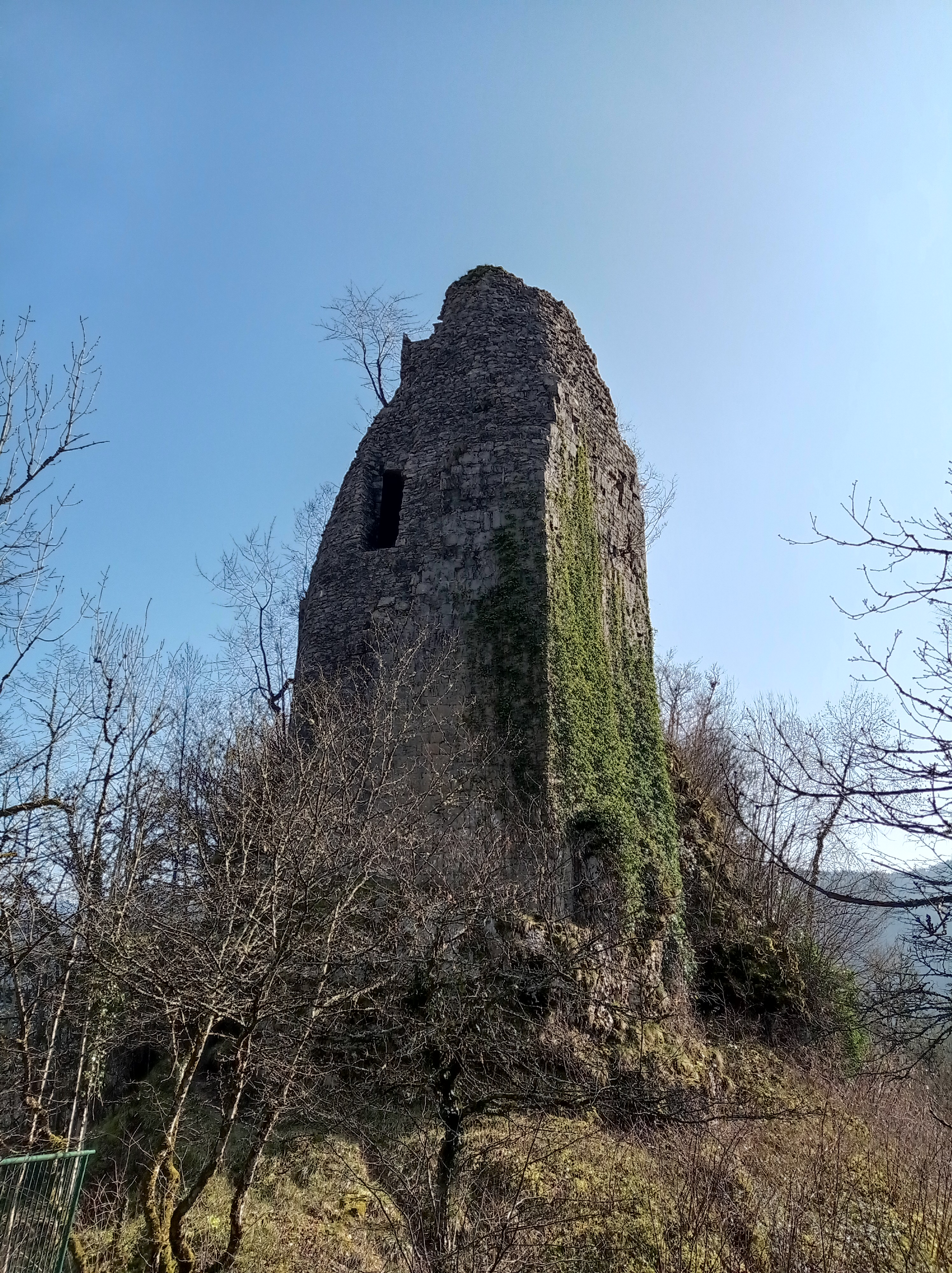
Les vestiges du donjon.
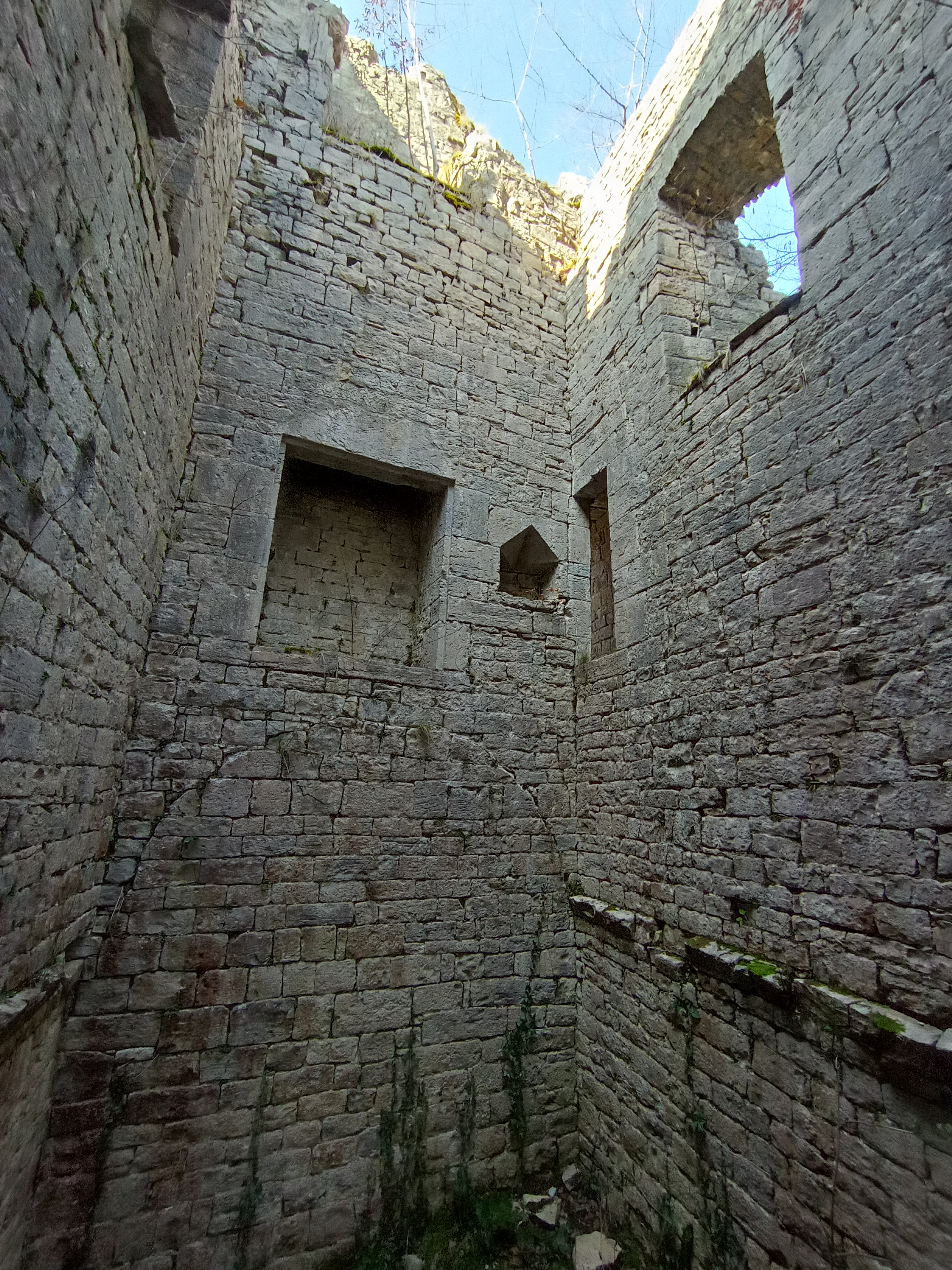
L'intérieur du donjon.
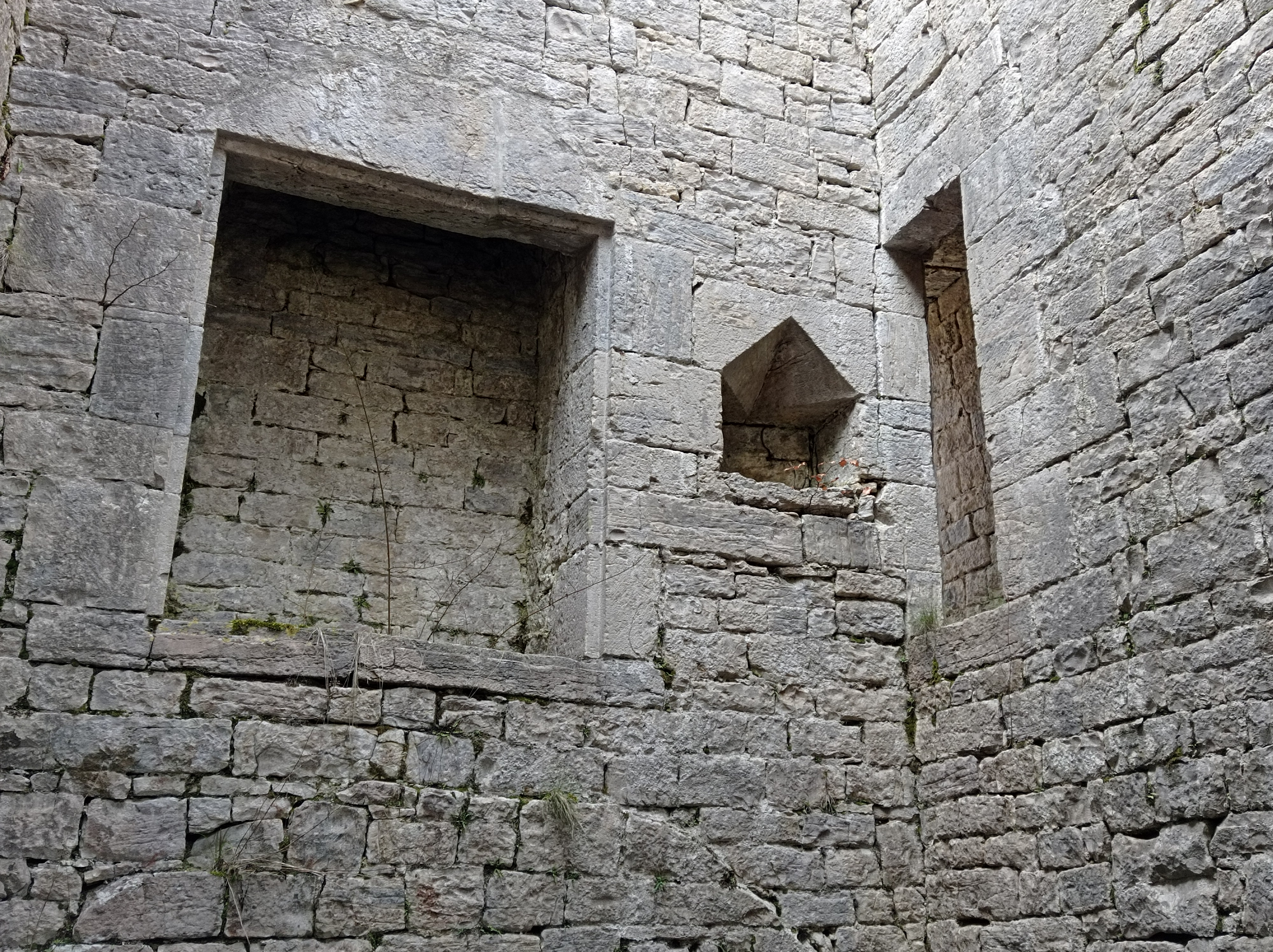
Détail des ouvertures dans le donjon.

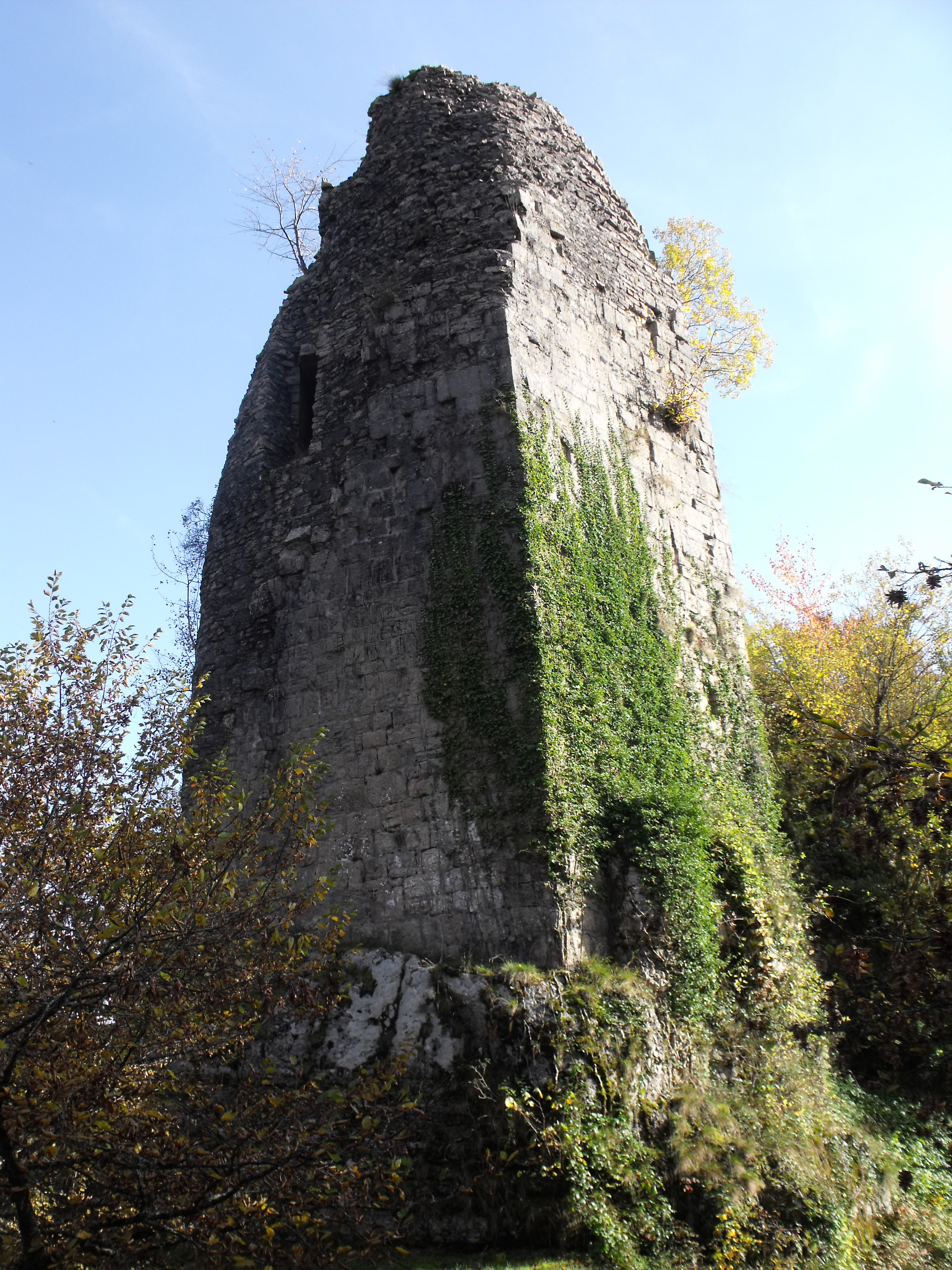
Donjon du château de Montjoie.

Restes d'un imposant château bâti dès le début du XIIIe siècle par les sires de Glère, durant les guerres de Méranie. La première citation date de 1239, en qualité de "Monte gyena". Assiégé sans résultat en 1428 par Jean de Thierstein, bailli de Ferrette, il fut pris en 1444 par les troupes impériales, en 1475 par les confédérés helvétiques lors des Guerres de Bourgogne et ne fut définitivement mis en ruines qu'en juin 1635 par les troupes françaises du Maréchal de La Force.
Laissons l'Abbé Richard (in Essai sur l'histoire de la Maison & Baronnie de Montjoie - 1860 - Besançon) nous conter sa triste fin : « le 22 mars 1634, le rhingrave Otto-Louis, général des Suédois, après avoir défait les troupes du marquis de Bade, allié du duc de Lorraine, qui soutenait les Espagnols, arrive bientôt sur les frontières de la Franche-Comté et somme le baron de Montjoie de lui livrer passage, sous peine d'être traité en ennemi. Le baron en réfère aux gouverneurs du comté de Bourgogne, ainsi qu'au marquis de Conflans, et réclame leur secours sans quoi, disait-il, il ne pouvait se défendre et était contraint d'accepter la protection de la France, qui lui était offerte. Le marquis lui répond sur-le-champ qu'il n'a rien à craindre, puisqu'il est placé sous l'égide de l'empereur ; que si le rhingrave attaque les montagnes, il a 10000 hommes de milice et des montagnards armés pour voler à son secours. Cette réponse encourage le baron de Montjoie qui, comprenant que la défense des montagnes lui appartient, envoie au rhingrave la réponse du marquis et lui refuse le passage. Otto-Louis n'ose s'avancer plus loin. Le baron de Montjoie est moins heureux l'année suivante. Le maréchal de La Force, commandant un corps français de 12000 hommes, vient camper à la fin de mai 1635 sous le château de Montjoie. Saint-Belmont, capitaine lorrain, s'était jeté dans la forteresse, dont l'assise sur un roc élevé au milieu d'une vallée profonde était sa meilleure défense. Une sommation est signifiée à Saint-Belmont, et il refuse de se rendre. Pour attaquer la forteresse avec avantage, le maréchal avait à loger son canon sur un tertre incliné de l'autre côté du ravin, au couchant ; mais pour y arriver, il n'y avait qu'un chemin dans l'étroit espace de cette coupure, au pied même des murs du château. Saint-Belmont tuait à coups de mousquet les bœufs et les chevaux attelés pour monter les canons ; et tant qu'il eut des munitions, jamais l'ennemi ne put occuper avec son artillerie le point dominant la forteresse. Quand la poudre vint à manquer, le capitaine lorrain ne se rendit pas encore : il subit plusieurs volées de canon et ne capitula qu'après que la brèche fut praticable, après plus de trois semaines d'une honorable défense. Les vainqueurs firent sauter les tours et les murailles du château, en brûlèrent les maisons, ainsi que celles du bourg ; la chapelle seule fut épargnée, ses murailles, rougies par le feu à l'extérieur, attestent encore de nos jours l'intensité de l'incendie. »
Des tentatives de restauration ont été entreprises dans le courant des années 1980 (consolidation du donjon pentagonal, défrichement général du site, fouilles partielles qui ont mis au jour une superbe série de carreaux de poêle recouverts d'une glaçure à base de plomb de couleur verte et datant de la fin du XVIe siècle ainsi que quelques objets hétéroclites : clous en fer forgé, broche en bronze d'un clavendier, monnaies (rappen de Brisach & double parisis royal de Charles IV)...
Un boulet de canon, d'un diamètre d'environ 9 centimètres, datant du siège du château de 1635, a été mis au jour dans les années 1930, il est actuellement en possession d'un particulier du village.
Ce site castral d'une surface de plus de 85 ares, possédait trois enceintes. La chapelle castrale était enserrée entre la première et la seconde enceinte. 
Il est encore possible d'admirer les vestiges de la seconde enceinte ainsi que de la porterie qui était protégée par une massive tour en encorbellement. Cette dernière présente au visiteur un superbe mur à gros bossages. Il doit dater du XVe siècle. Les vestiges du massif donjon pentagonal (similaire à celui de Montbéliard ou du Bernstein dans le Bas-Rhin) sont encore des plus imposants. On peut y voir l'emplacement de deux cheminées superposées au premier et au second étage. À droite de la cheminée au premier étage sont un lave-mains et l'accès aux latrines donnant dans le fossé.
À noter les vestiges des caves comblées de gravats (logis seigneuriaux à côté du donjon), d'une salle souterraine desservie par un escalier et éclairée par une petite fenêtre (derrière la tour en encorbellement), ainsi que l'emplacement d'une poterne taillée dans le roc et donnant accès dans la combe du château.